# Джон Магама
Джон Драмані Махама (англ. John Dramani Mahama [məˈhɑːmə]; нар. 29 листопада 1958) — президент Гани з 2012 року до 2017 та з 7 січня 2025 року.

## Життєпис
Народився 29 листопада 1958 року у селі Даманго (Північна область).
1981 року отримав ступінь бакалавра історії в Університеті Гани, що у Легоні. Продовжив освіту в аспірантурі альма-матер, потім — в аспірантурі Інституту суспільних наук при ЦК КПРС у Москві.
З 1991 до 1995 року працював в інформаційному відділі у посольстві Японії в Гані. З 1995 до 1996 — в неурядовій організації Plan International, що займається проблемами дітей в країнах, що розвиваються.
1996 року Джон Магама був вперше обраний до парламенту від округу Боле-Бамбої.
З квітня 1997 до листопада 1998 року Магама обіймав посаду заступника міністра зв'язку. У листопаді 1998 був призначений на пост міністра зв'язку, який займав до січня 2001 року.
У грудні 2000 року Магама був знову обраний до парламенту від округу Боле-Бамбої, переобраний 2004.
Обіймав посаду директора зі зв'язків з громадськістю партії Національний демократичний конгрес (НДК), а також був представником зі зв'язків з громадськістю парламентської меншості з 2001 до 2004 року. З 2005 був представником парламентської меншості у закордонних справах.
З 2004 року Джон Магама — член Панафриканського парламенту, голова Зборів Західної Африки.
7 січня 2009 Джон Магама зайняв пост віце-президента Гани.
25 липня 2012, за кілька годин після смерті президента Гани Джона Міллса, Магама склав президентську присягу. Відповідно до конституції Гани, Магама керував країною до кінця строку Міллса у грудні 2012.
За результатами президентських виборів, що відбулись 7 грудня 2012 Джон Драмані Магама здобув 50,7 % відсотків голосів виборців, натомість його основний опонент Нана Акуфо-Аддо — 47,74 %. За результатами виборів 2016 року він програв кандидату від опозиційної партії
Джон Магама одружений, має сімох дітей.